# Violettgrå tagellav
Violettgrå tagellav (Bryoria nadvornikiana) är en lavart som först beskrevs av Vilmos Kőfaragó-Gyelnik och som fick sitt nu gällande namn av Irwin Murray Brodo och David Leslie Hawksworth. 
Violettgrå tagellav ingår i släktet Bryoria och familjen Parmeliaceae. Arten är reproducerande i Sverige. Inga underarter finns listade i Catalogue of Life.

## Bildgalleri

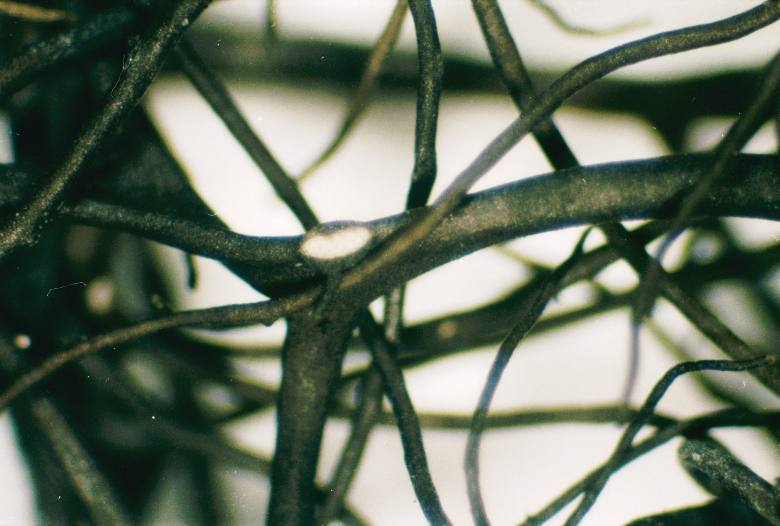
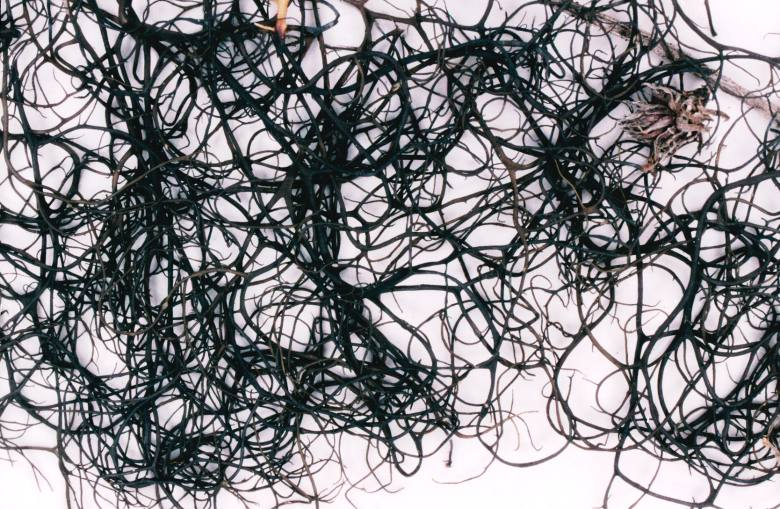
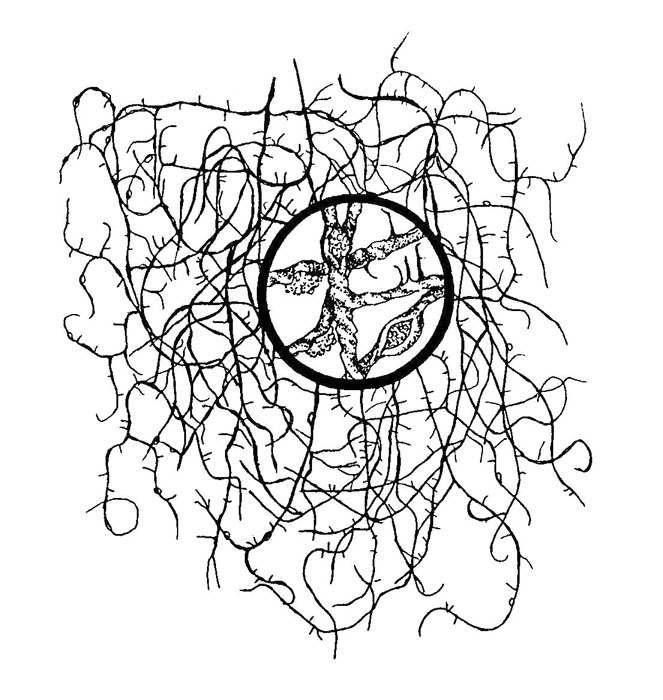